# تیمان‌قلعه
تیمان‌قلعه(به کردی: تەیمان قەڵا، Teymanqella) روستایی از توابع بخش زیویه در شهرستان سقز است که در استان کردستان ایران قرار دارد.

## جمعیت
این روستا در دهستان تیلکوه واقع شده و براساس سرشماری سال ۱۳۸۵، جمعیت آن ۱۰۷ نفر (۲۰ خانوار) بوده‌است.